# Friedrich-Dessauer-Gymnasium Aschaffenburg
Das Friedrich-Dessauer-Gymnasium (kurz FDG) ist ein Gymnasium in Aschaffenburg. Es befindet sich im Schulzentrum in Leider auf der linken Mainseite.

## Geschichte
Am 16. November 1832 teilte die Königliche Regierung des Untermainkreises in Würzburg dem Stadtmagistrat zu Aschaffenburg und zu Schweinfurt mit, dass in jeder dieser Städte eine Gewerbeschule errichtet werden solle und die nötigen Vorarbeiten in die Wege zu leiten seien. Im August 1833 wurde der Antrag des Stadtmagistrats zu Aschaffenburg an die Königliche Regierung auf Errichtung einer vollständigen Landwirtschafts- und Gewerbschule einstimmig angenommen.
Am 27. Dezember 1833 wurde die Schule unter dem Namen Königliche Landwirtschafts- und Gewerbschule feierlich eröffnet. Der Unterricht fand zunächst im Gebäude der 1832 aufgelösten Forstlehranstalt im »Sonnengarten« (Ecke Weißenburger und Kolpingstraße) statt. Die Schülerzahl stieg immer weiter an und übertraf 1836/37 erstmals die Einhundert – Marke. Außerdem erweiterte man 1846/47 das Schulgebäude und führte neue Unterrichtsfächer ein. Zu Beginn des Schuljahres 1909/10 besuchten zum ersten Mal mehr als 300 Schüler die 1877 umbenannte Königliche Realschule zu Aschaffenburg. Ende 1912 zog die Schule in das ehemalige Gebäude der Forsthochschule an der Alexandrastraße.

### 1914–1945
Aufgrund des Ersten Weltkrieges wurde ein Viertel bis ein Drittel der Lehrkräfte zum Kriegsdienst einberufen. Gleichzeitig kam es zum Unterrichtsausfall durch Mangel an Heizmaterial (1916/17) und die Schule diente nun als Unterkunft für Truppen und Verwundete. 1923 kam es zu einer weiteren Umbenennung in Oberrealschule Aschaffenburg. Im gleichen Jahr wird Englisch anstatt Französisch als 1. Fremdsprache eingeführt.
Ab 1944 stand die Schule zunehmend im Dienst des „totalen Kriegs“: 10 Lehrkräfte leisteten Kriegsdienst, 48 Schüler wurden als Luftwaffenhelfer in Hanau eingesetzt und mit nur 18 Wochenstunden unterrichtet, 57 Schüler wurden zum Reichsarbeitsdienst und zur Wehrmacht eingezogen. Vormilitärische Ausbildung, Ernteeinsätze, Altstoffsammlungen reduzierten den Unterricht drastisch und der Einfluss des Krieges bestimmte den Schulbetrieb. Zwischen dem 27. September 1944 und dem 21. November 1944 kam es zu mehreren Bombenangriffen, die das Schulgelände fast völlig zerstörten.

### 1945–1967

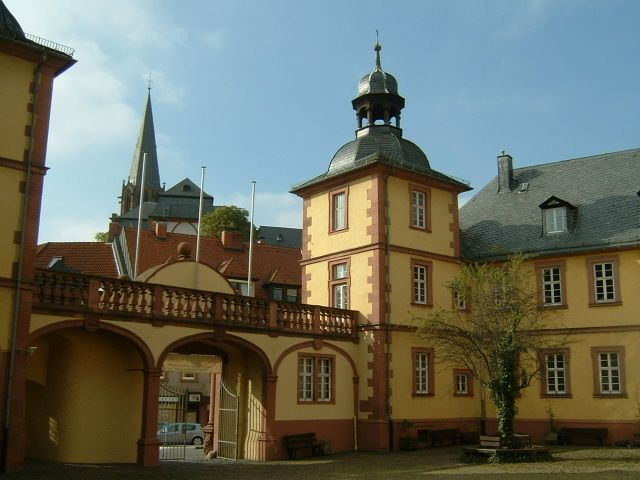
1958 entlastete die Dependance der Oberrealschule im Schönborner Hof die Raumsituation an der Alexandrastraße

Am 10. Dezember 1945 wurde der Unterricht im Gebäude der Lehrerinnenbildungsanstalt an der Grünewaldstraße wieder aufgenommen.
Allerdings herrschte Raumnot, sowie ein akuter Mangel an Lehrkräften und Lehrbüchern vor, sodass der Unterricht nur im Schichtbetrieb stattfinden konnte. Die Schule war 1949 wieder in das Gebäude in der Alexandrastraße, direkt neben dem Untersuchungsgefängnis hinter der Sandkirche eingezogen. Im Schuljahr 1950/1951 waren erstmals mehr als 1000 Schüler gemeldet. Eine Dependance befand sich ab 1958 im Schönborner Hof.
1965 wurde schließlich die Angliederung eines neusprachlichen Zweiges durchgeführt und die Zählung der Klassen erfolgte nicht mehr von 1 bis 9, sondern von 5 bis 13. Aus der einstigen Oberrealschule Aschaffenburg wird am 3. August 1965 das Gymnasium an der Alexandrastraße Aschaffenburg gegründet. Der Name blieb allerdings nur knapp zwei Monate bestehen, denn am 20. Oktober 1965 wurde sie in Friedrich-Dessauer-Gymnasium Aschaffenburg Mathematisch-naturwissenschaftliches und Neusprachliches Gymnasium umbenannt. 1967 erfolgte der Umzug in das neu errichtete Schulzentrum in Leider.

### Weitere Geschichtsdaten
- 1977: Das Friedrich-Dessauer-Gymnasium wird Seminarschule
- 1977/78: Einführung Kollegstufe: Beginn der Kursphase
- 1979/80: Fünftagewoche auch für die Jahrgangsstufen 5 bis 11
- 2002: Ausweitung des Namens zu Naturwissenschaftlich-technologisches und Sprachliches Gymnasium Aschaffenburg, den es bis heute trägt
- 2008: Schuljubiläum: 175 Jahre

Den Namen verdankt die Schule Friedrich Dessauer, der Ehrenbürger der Stadt Aschaffenburg ist und bereits als Schüler physikalische Experimente durchführte.

## Unterricht

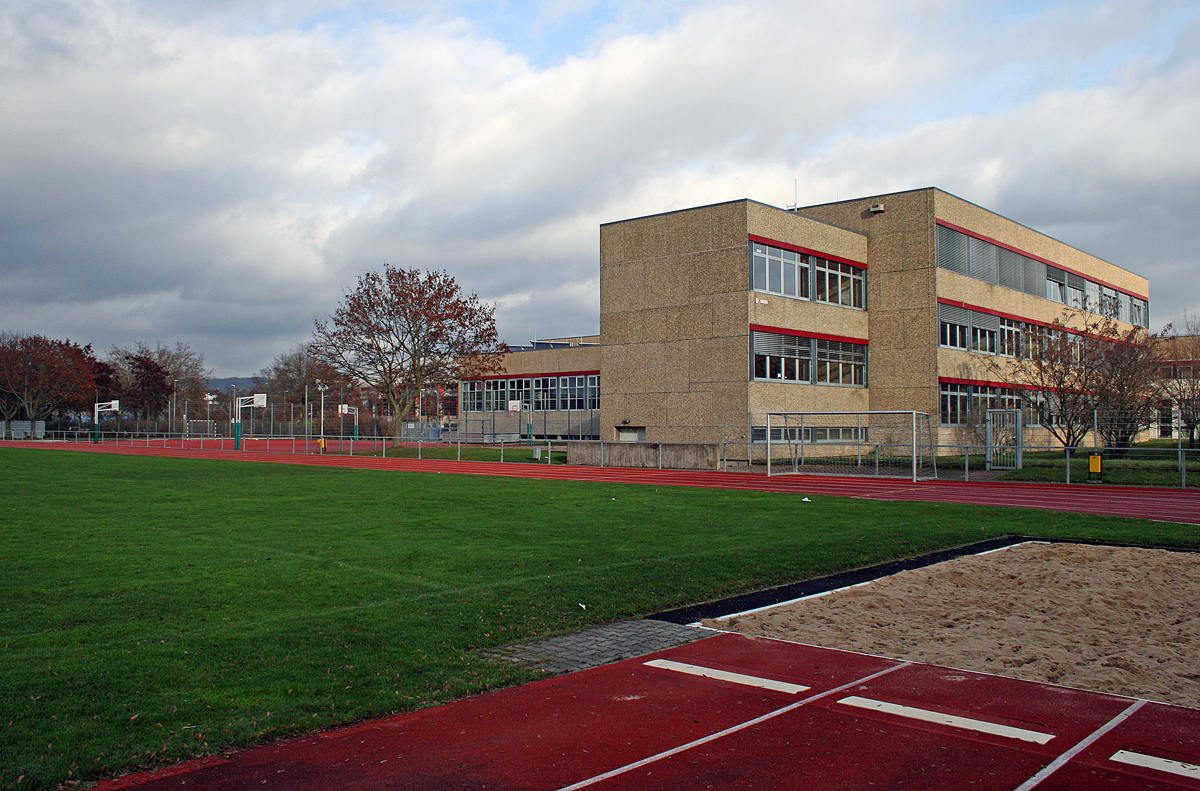
Sportplatz des FDGs

Neben den Standardfächern bietet vor allem der naturwissenschaftlich-technische Bereich sowie der sprachliche Bereich zahlreiche Möglichkeiten, aus denen eine Fächerkombination erstellt wird.

### Pflichtfächer
Die Schule bietet ein umfangreiches und vielfältiges Fächerangebot. Im Bereich Sprachen werden folgende angeboten:
Englisch, Latein, Französisch, Italienisch, sowie Spanisch und Russisch als spätbeginnende Fremdsprachen. Im naturwissenschaftlich-technologischen Bereich können Natur und Technik, Biologie, Chemie, Informatik, Physik und Astrophysik belegt werden.

### Wahlfächer
Außerhalb des Pflichtprogramms besteht die Möglichkeit an zahlreichen Wahlfächern sowie Arbeitsgemeinschaften teilzunehmen. Beispiele hierfür sind:
- naturwissenschaftlich-technische Angebote: Junior-Ingenieur-Akademie, Jugend forscht, Robotik, Experimente antworten, Schulgarten
- sportliche Angebote: Badminton, Judo, Rudern, Volleyball, Fitnesstraining, Mädchenfußball, Geräteturnen, Handball, Kletter AG, Taekwondo, Schach
- musikalische Angebote: Geige, Cello, Saxophon, Trompete, Big Band, Orchester, Chor
- kreative Angebote: Kreatives Schreiben, Theaterkurse, Mode & Textildesign, Acrylmalerei
- sprachliche Angebote: DELF B1/B2

Im Schach hat die Schule Erfolge zu verzeichnen. So wurden die Mädchen des Friedrich-Dessauer-Gymnasiums Aschaffenburg Deutscher Schulschachmeister 2009. 2007 holte die Mannschaft in der Wertungsklasse 4 (bis 13 Jahre) mannschaftspunktgleich mit dem Sieger bereits die deutsche Vizemeisterschaft, nachdem man zuvor schon zweimal Bayerischer Meister geworden war.

## Schülerzeitung
Die Schülerzeitung Saft erscheint mehrmals im Schuljahr. In der Redaktion sind nahezu alle Klassenstufen vertreten. So soll ermöglicht werden eine Schülerzeitung zu gestalten, die jeden Schüler und jede Klassenstufe interessiert und anspricht.

## Partnerschulen
Im Rahmen eines Schüleraustauschs finden regelmäßige Besuche von Schülern der Partnerschulen am FDG beziehungsweise von Schülern des FDGs an den Partnerschulen statt. Folgende Partnerschulen stehen zur Verfügung:
- Frankreich: Lycée Louis-Vincent, Metz
- Ungarn: Herman-Ottó-Gimnazium, Miskolc
- Italien: ITC A. Paradisi, Vignola
- USA: Roswell High School, Atlanta
- China: High School Nr. 7, Hangzhou

## Ehemalige
Schulleiter

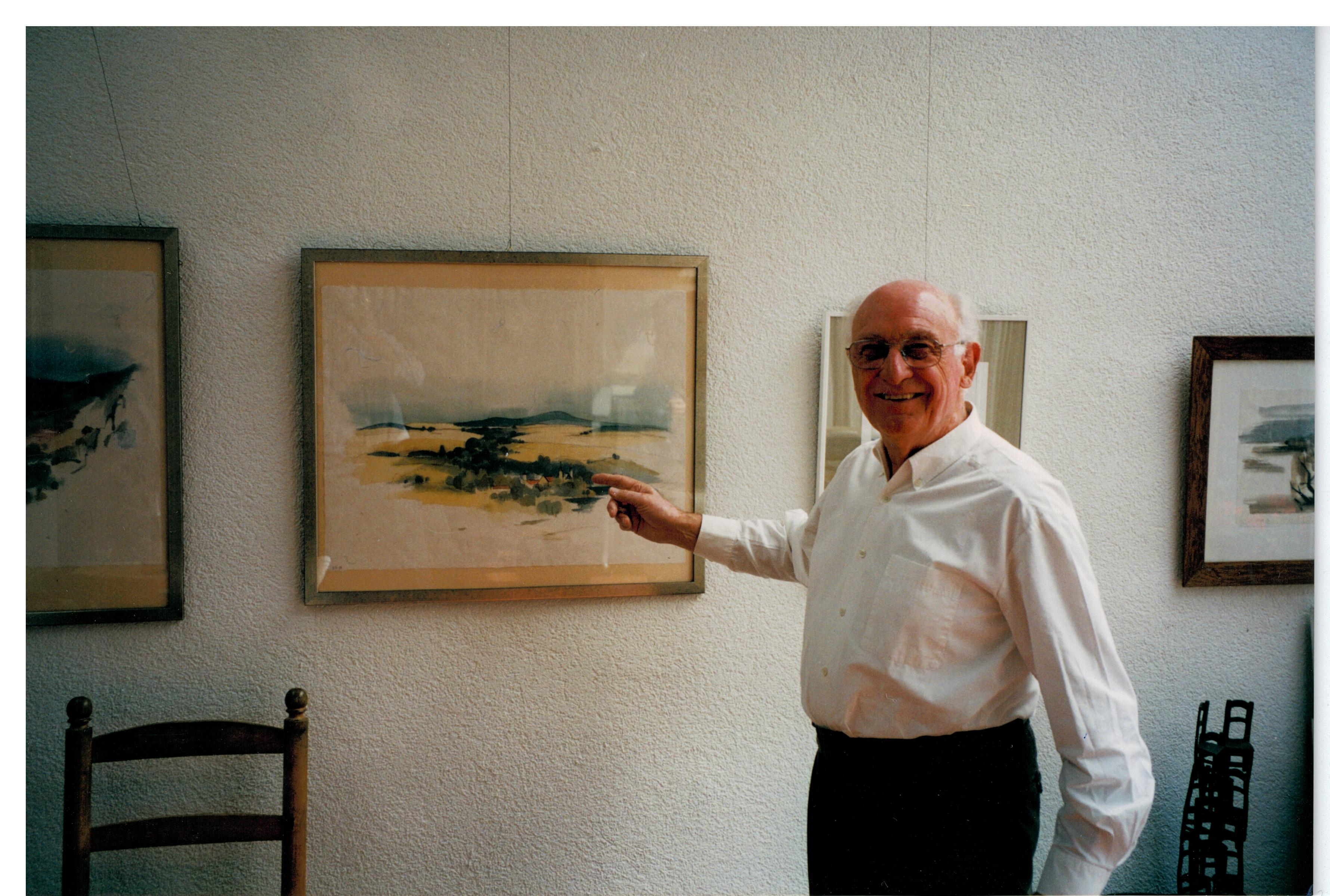
Der Künstler Gunter Ullrich war bis 1982 Kunstlehrer am Friedrich-Dessauer-Gymnasium.

- Alfred Englmann (1920–2004), im Amt 1968–1982[5]
- Dieter Mayer (1934–2022), im Amt 1982–1996[6]
- Georg Behütuns (1949–2016), im Amt 1996–2014[7]
- Michael Lummel (* 1968), im Amt 2014–2019[8]

Lehrer
- Anton Bruder (1898–1983), Kunstlehrer 1949–1961
- Gunter Ullrich (1925–2018), Kunstlehrer 1952–1984
- Hermann Fischer (1928–2020), Orgelforscher und Autor, Lehrer (zuletzt Studiendirektor) 1953–1990
- Harald Germer (* 1952), Spielautor, Kunstlehrer 1998–2016

Schüler

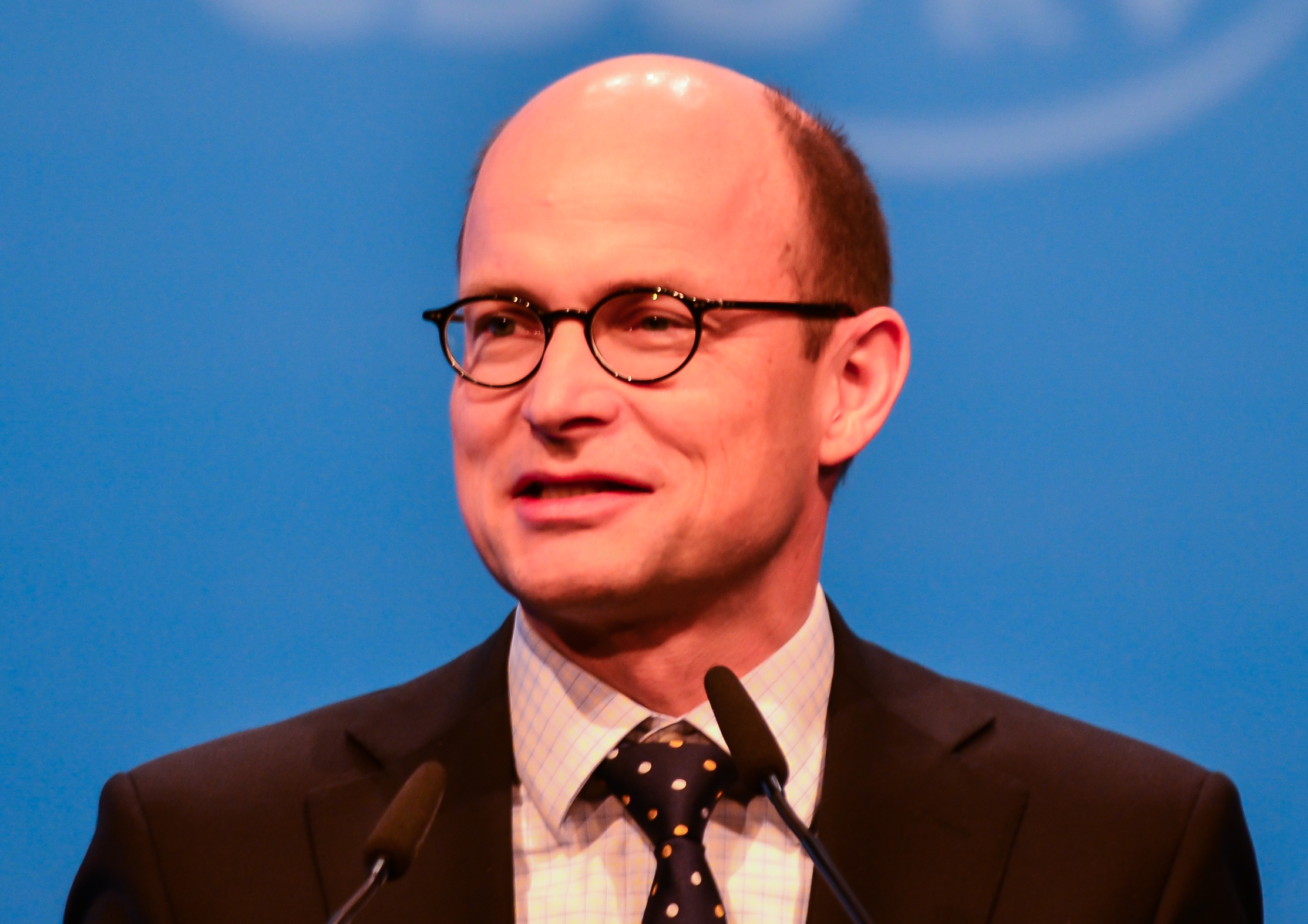
Ulrich Reuter 2013, Landrat und Sparkassenpräsident, war Schüler.

- Ulrich Reuter 2013, Landrat und Sparkassenpräsident, war Schüler.Vinzenz Schwind (1910–1974), Politiker
- Hugo Ohliger (1920–1999), Politiker[9]
- Jochen Schumann (1930–2018), Wirtschaftswissenschaftler
- Willi Reiland (1933–2015), Politiker
- Ursula Schleicher (* 1933), Politikerin
- Manfred Ach (1940–2024), Politiker
- Manfred Christ (1940–2020), Politiker
- Gerd Esser (* 1942), Ökologe
- Hilmar Schmitt (* 1942), Politiker
- Günther Grabatin (* 1950), Präsident der Fachhochschule Gießen-Friedberg
- Roland Flade (* 1951), Historiker, Autor und Journalist
- Hans Jürgen Fahn (* 1952), Politiker
- Ulrich Reuter (* 1962), Landrat des Landkreises Aschaffenburg, Präsident des Sparkassenverbandes Bayern
- Andreas Bachmann (* 1974), Journalist und TV-Moderator
- Marcel Ehmann (* 1974),  Moderator, Sänger und Schauspieler
- Pierre Hauck (* 1976), Rechtswissenschaftler
- Matthias Stenger (* 1976), Historiker
- Timo Kulczak (* 1977), ehemaliger Tänzer, Tanzbundestrainer Latein
- Anja Roth (* 1979), Fernsehmoderatorin, Reporterin und Hörbuchsprecherin